# ییژی لرخ
ییژی لرخ (چکی: Jiří Lerch؛ زادهٔ ۱۷ اکتبر ۱۹۷۱) بازیکن سابق و مربی فوتبال اهل جمهوری چک است.
از باشگاه‌هایی که در آن بازی کرده‌است می‌توان به دوکلا پراگ و باشگاه فوتبال اسلاویا پراگ اشاره کرد.
وی همچنین در تیم ملی فوتبال جمهوری چک بازی کرده‌است.